# Легьоново
Легьоно́во (пол. Legionowo) — город в Польше, северный пригород Варшавы. Входит в Мазовецкое воеводство (Легьоновский повет).
Занимает площадь 13,60 км². Население — 50 698 человек (на 2006 год).

## История
Нынешняя территория Легьоново в XIX веке была частью поместья «Яблонна», принадлежавшего семье графа Августа Потоцкого. Через поместье проходила железнодорожная линия Привислинской железной дороги. В 1877 году на пересечении железной дороги с Каунасским трактом были построены вокзал и железнодорожная станция «Яблонна». Их открытие (29 августа 1877 года) считается началом города Легьоново. В 1880-е годы рядом с вокзалом была построена летняя резиденция «Парк Гучин». В 1892 году по другую сторону от железной дороги были построены военные казармы. В 1897 году был основан Яблоннский стекольный завод. В январе 1919 года в казармах была размещена пехотная инспекция Польских легионов. Командовавший инспекцией генерал Болеслав Роя дал гарнизону название Легьоново. В 1925—1928 годах имение Потоцких разделили, была создана уличная сеть, сохранившаяся поныне. В 1930 году из гмины Яблонна была выделена гмина Легьоново.

## Города-побратимы
- Ковель, Украина (с 15 октября 2016).
- Севлиево, Болгария (с 13 февраля 2017).
- Цзюцзян, Китай (с 13 февраля 2017).
- Царникава, Латвия[источник не указан 332 дня]/
- Боржоми, Грузия (с 13 февраля 2017).
- Вижница, Украина (с 5 марта 2018).

Бывшие города-побратимы:
- Ржев, Россия — прекращено в 2022 году в связи с российским вторжением в Украину[источник не указан 332 дня]

## Галерея

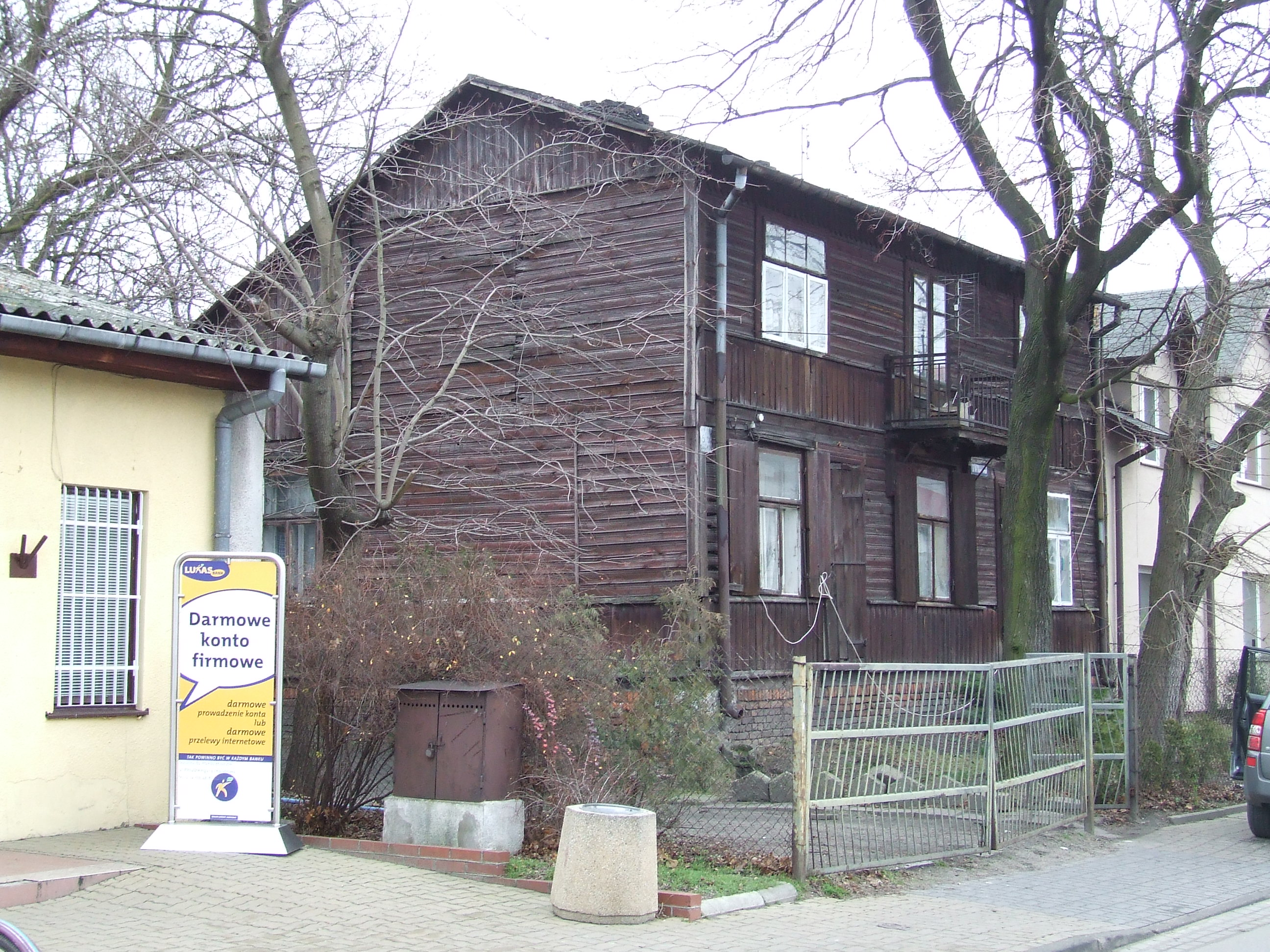
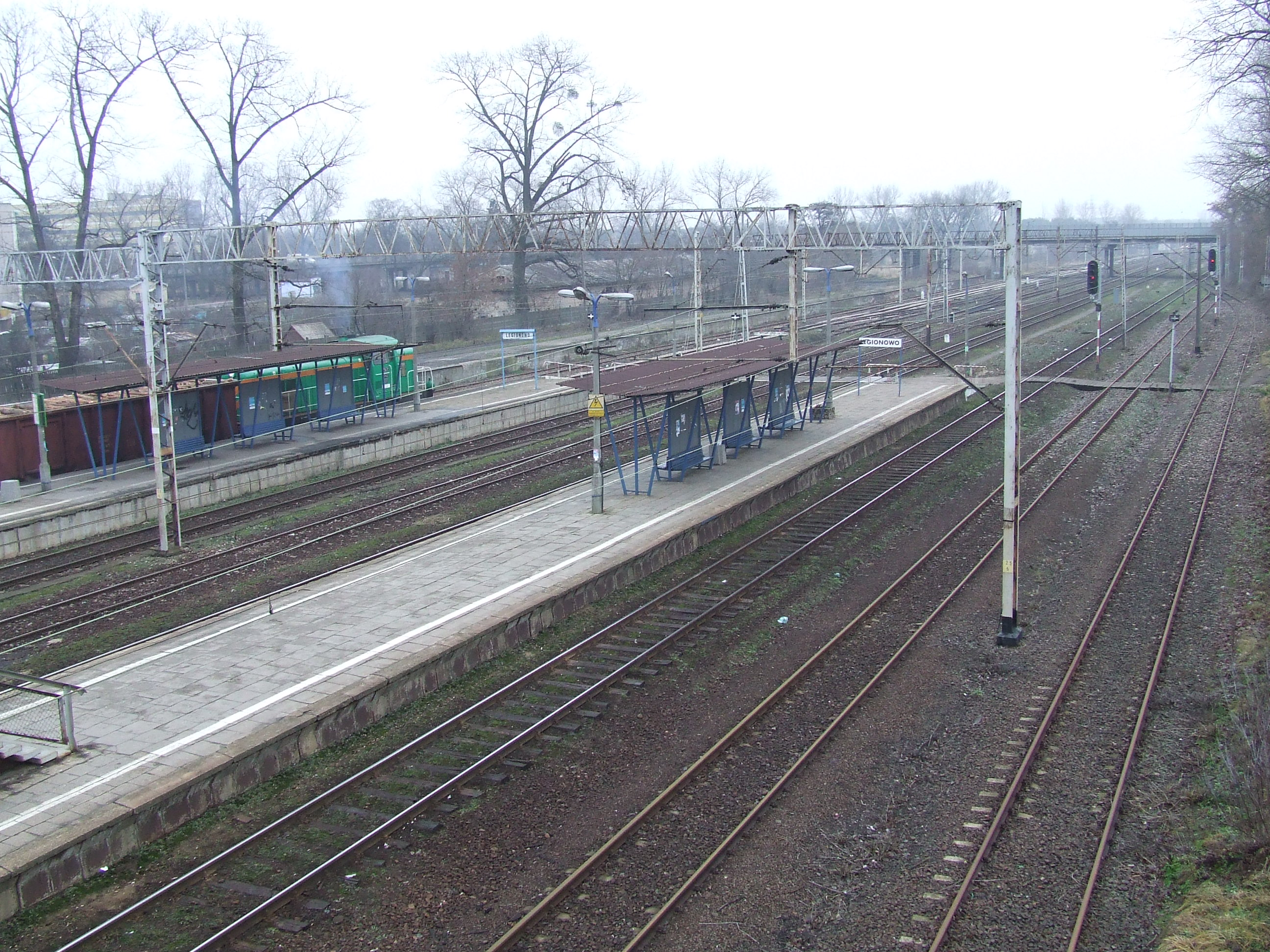
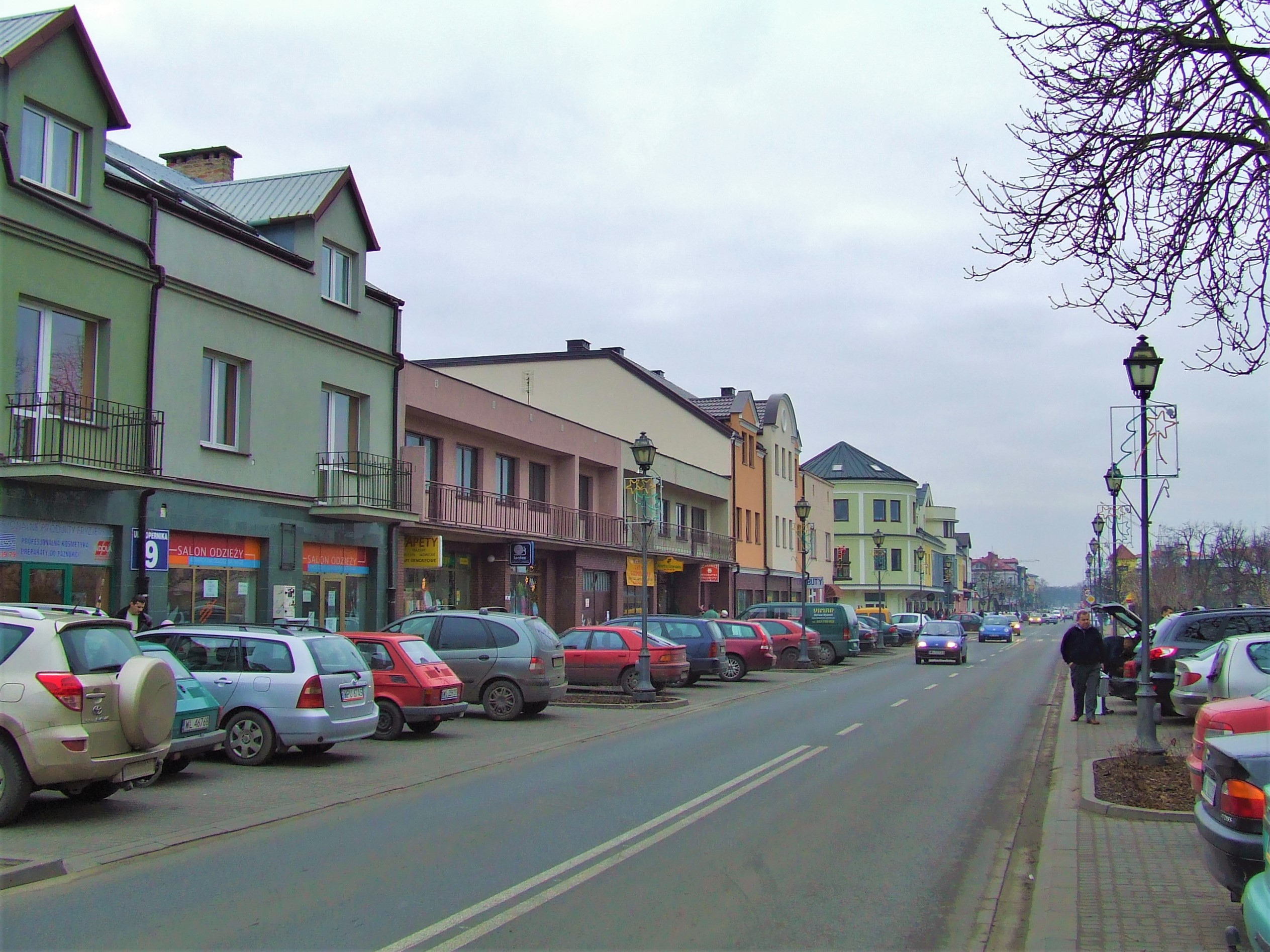
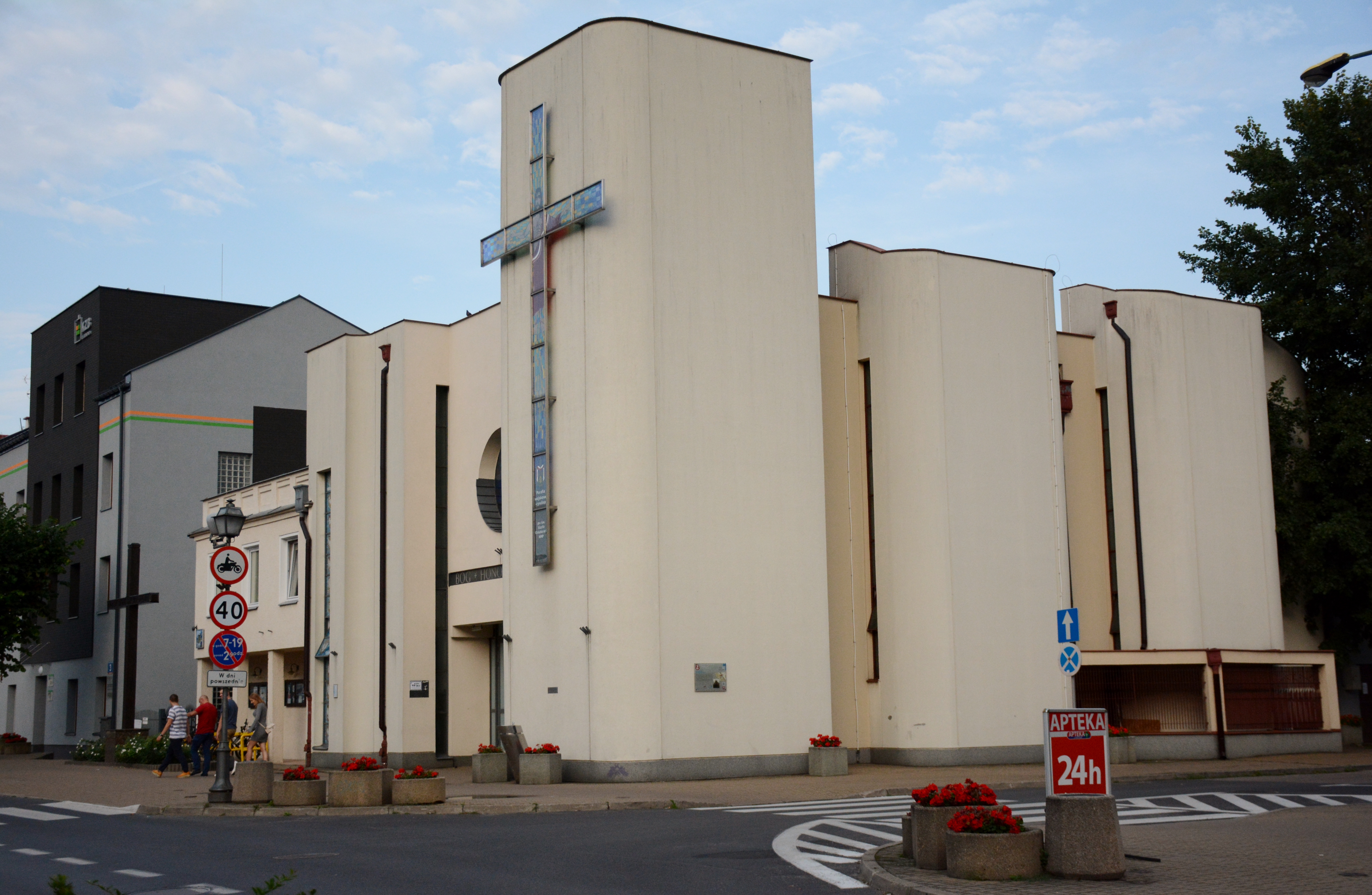
Костёл
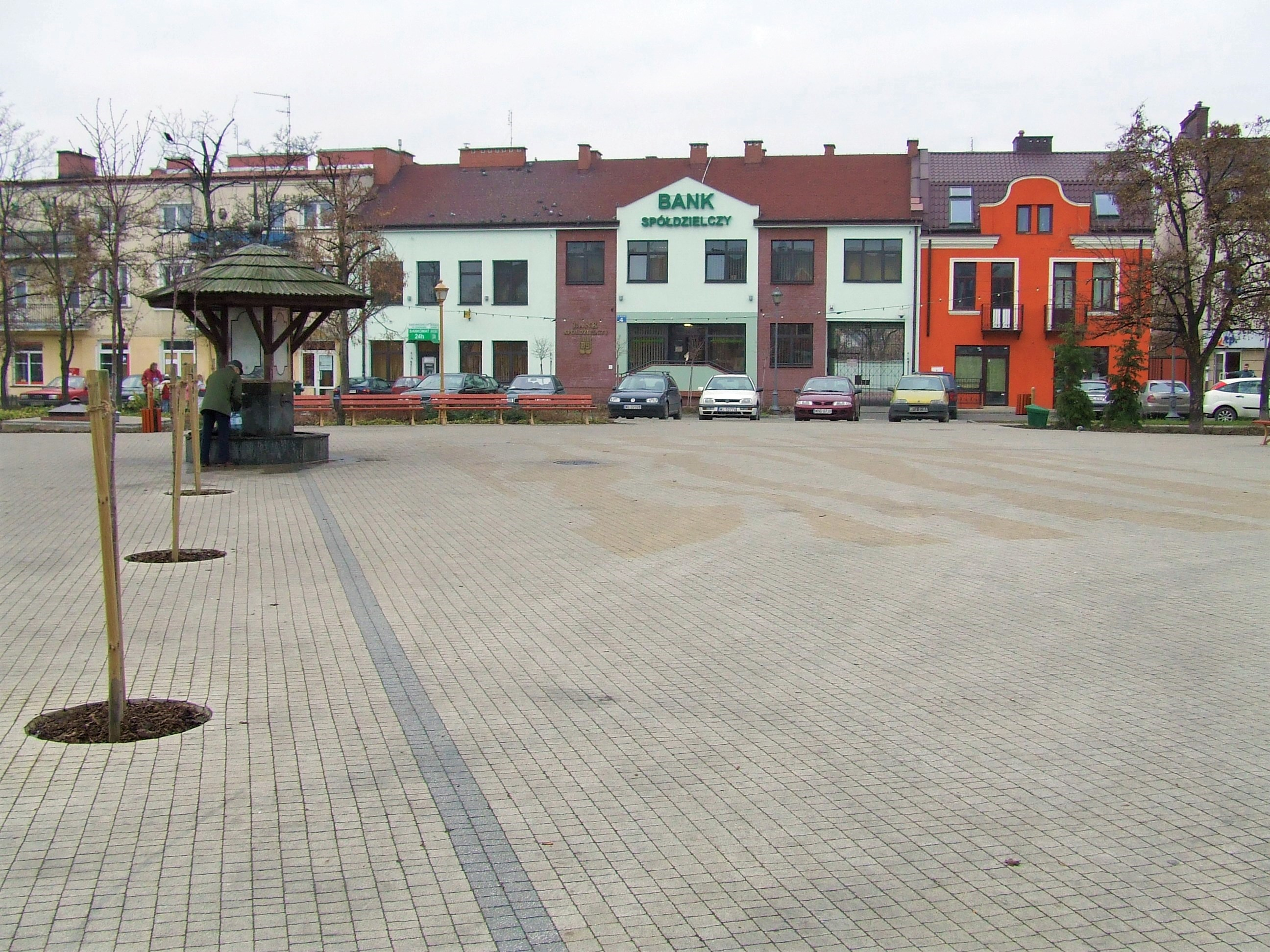
Рынок
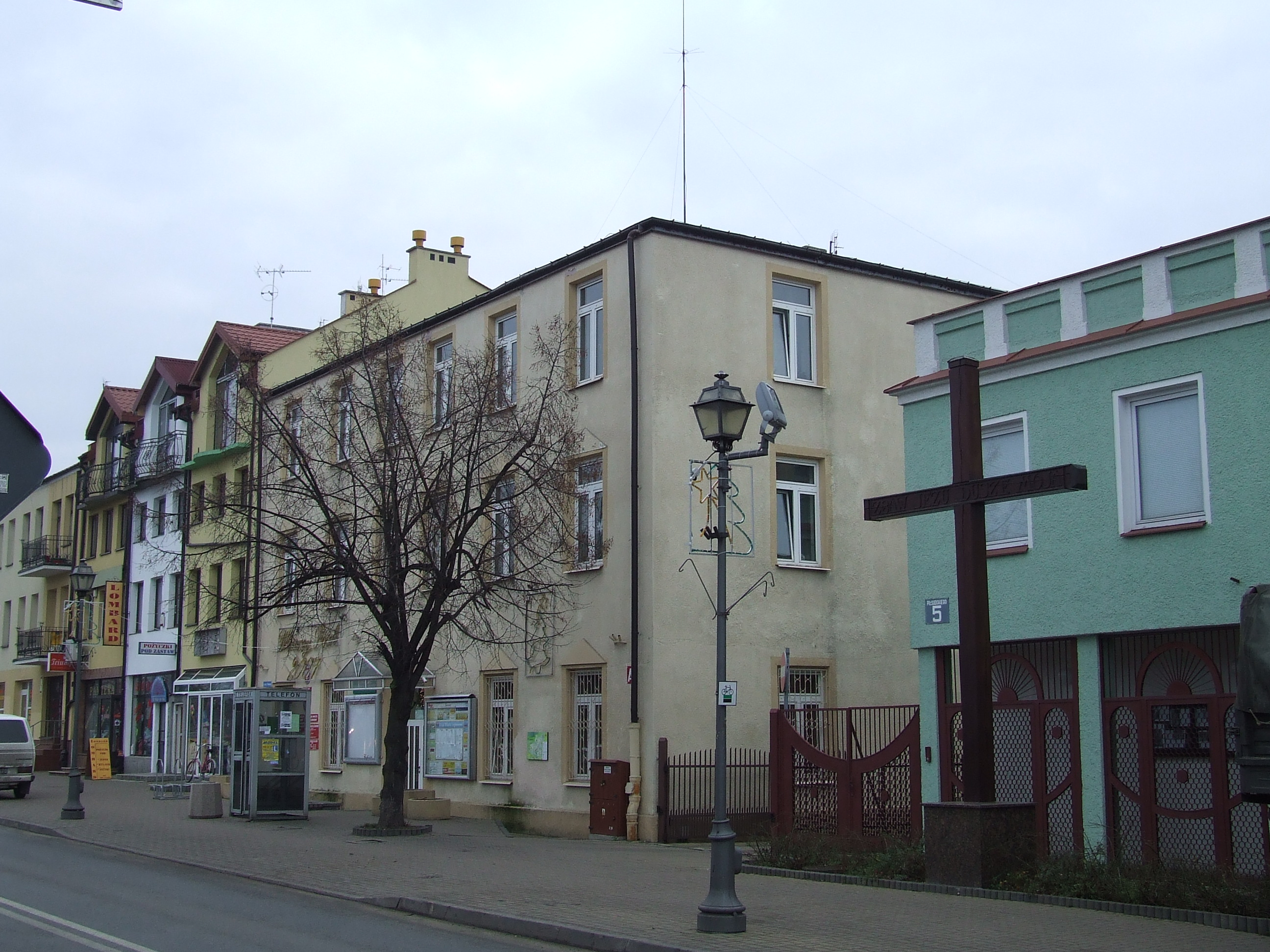